# Andelaroche
Andelaroche és un municipi francès, situat al departament de l'Alier i a la regió d'Alvèrnia-Roine-Alps. L'any 2007 tenia 285 habitants.

## Demografia

### Població
El 2007 la població de fet d'Andelaroche era de 285 persones. Hi havia 98 famílies de les quals 24 eren unipersonals (12 homes vivint sols i 12 dones vivint soles), 29 parelles sense fills, 37 parelles amb fills i 8 famílies monoparentals amb fills.
La població ha evolucionat segons el següent gràfic:
Habitants censats

### Habitatges
El 2007 hi havia 145 habitatges, 107 eren l'habitatge principal de la família, 17 eren segones residències i 21 estaven desocupats. 143 eren cases i 2 eren apartaments. Dels 107 habitatges principals, 86 estaven ocupats pels seus propietaris, 20 estaven llogats i ocupats pels llogaters i 1 estava cedit a títol gratuït; 1 tenia una cambra, 5 en tenien dues, 13 en tenien tres, 29 en tenien quatre i 59 en tenien cinc o més. 70 habitatges disposaven pel capbaix d'una plaça de pàrquing. A 45 habitatges hi havia un automòbil i a 51 n'hi havia dos o més.

### Piràmide de població
La piràmide de població per edats i sexe el 2009 era:
| Homes | Edats   | Dones |
| ----- | ------- | ----- |
| 0     | 95 o +  | 0     |
| 4     | 90 a 94 | 0     |
| 0     | 85 a 89 | 4     |
| 0     | 80 a 84 | 4     |
| 4     | 75 a 79 | 8     |
| 8     | 70 a 74 | 4     |
| 16    | 65 a 69 | 8     |
| 8     | 60 a 64 | 4     |
| 4     | 55 a 59 | 16    |
| 4     | 50 a 54 | 4     |
| 0     | 45 a 49 | 12    |
| 12    | 40 a 44 | 0     |
| 8     | 35 a 39 | 8     |
| 16    | 30 a 34 | 16    |
| 4     | 25 a 29 | 16    |
| 8     | 20 a 24 | 8     |
| 16    | 15 a 19 | 16    |
| 16    | 10 a 14 | 12    |
| 8     | 5 a 9   | 12    |
| 4     | 0 a 4   | 4     |

## Economia
El 2007 la població en edat de treballar era de 158 persones, 113 eren actives i 45 eren inactives. De les 113 persones actives 107 estaven ocupades (63 homes i 44 dones) i 6 estaven aturades (2 homes i 4 dones). De les 45 persones inactives 18 estaven jubilades, 12 estaven estudiant i 15 estaven classificades com a «altres inactius».

### Ingressos
El 2009 a Andelaroche hi havia 104 unitats fiscals que integraven 283,5 persones, la mediana anual d'ingressos fiscals per persona era de 14.649 €.

### Activitats econòmiques
Dels 7 establiments que hi havia el 2007, 2 eren d'empreses de construcció, 2 d'empreses d'hostatgeria i restauració, 1 d'una empresa immobiliària i 2 d'empreses de serveis.
Dels 2 establiments de servei als particulars que hi havia el 2009, 1 era una fusteria i 1 empresa de construcció.
L'any 2000 a Andelaroche hi havia 29 explotacions agrícoles que ocupaven un total de 2.310 hectàrees.

## Poblacions més properes
El següent diagrama mostra les poblacions més properes.